# Personal Identification Number

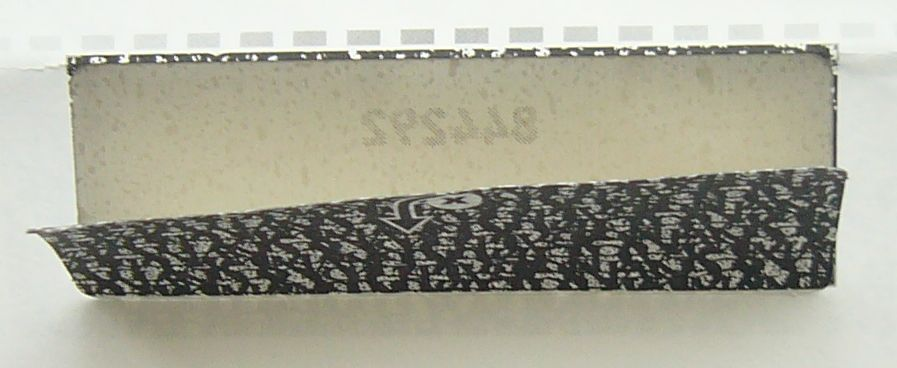
Ett brev med insynsskyddad PIN-kod.

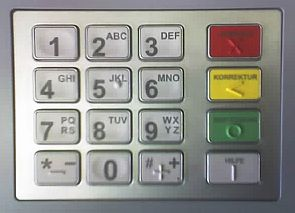
Numeriskt tangentbord för inmatning av PIN-kod m.m.

Personal identification number (PIN-kod) är en personlig säkerhetskod som utgörs av numeriskt lösenord. PIN-kod anges bland annat vid start av mobiltelefoner och vid uttag från uttagsautomater.
Vanligtvis består PIN-koden av fyra siffror. Anledningen till det är att det skall vara både relativt säkert och vara ganska lätt att komma ihåg. Vissa produkter, som exempelvis Maestro-kontokort i vissa länder, har sex siffror i sin kod. Koden skyddas mellan PIN-terminalen (kallad PIN Entry Device) och terminalen (uttagsautomaten eller betalterminalen) med hjälp av kryptering.
Som en extra säkerhetsåtgärd, för att minimera risken att obehöriga ska kunna gissa sig till koden, begränsas antalet felaktiga inmatningsförsök, vanligen till tre i följd. När maximalt antal försök uppnåtts förhindras vidare inloggningsförsök automatiskt. För att häva spärren brukar användaren vara tvungen att kontakta utgivaren personligen för att få en ny PIN-kod. För köpta produkter kan det istället finnas en upplåsningskod/nollställningskod på originalförpackningen eller i användarmanualen.
Ett säkerhetsproblem som uppmärksammats på 2000-talet är att kriminella ligor kapar kortläsare och avläser knapptryckningar med hjälp av en spionkamera eller en takspegel. Därför uppmanas man att täcka över tangentbordet med den andra handen när man knappar in sin PIN-kod. Detta hjälper dock inte om själva PIN-terminalen är modifierad så att den vidareförmedlar PIN-koden åt de kriminella.